# Кілійське гирло
Кілійське гирло — найбільший рукав дельти Дунаю (басейн Чорного моря).

## Назва
Одне з гирл Дунаю греки називали Ликостомон (Вовча паща), а місто, яке було збудоване у цьому гирлі, мало назву — Ахіллей, яка з часом перетворилася на назву — Кілія. Кілія (з румунської Chilia) означає клітина або комірка. Кантемир у своїй історії вказує, що місто Кілія в давнину мало також назву Ликостом(он). Станіслав Сарницький (1532—1597) стверджував, що фортеця Томі була там, де в його час була Кілія.

## Загальні відомості
Починається на південний захід від Ізмаїла, в місці, де річище Дунаю розділяється на два рукави біля мису Ізмаїльський Чатал за 80 км від гирла: на Кілійське гирло і Тульчинське. Впадає до Чорного моря на південний схід від міста Вилкове.
Довжина гирла 116 км, ширина до 1,2 км. Судноплавне. У нижній течії розгалужується на численні протоки. Повені навесні й (після інтенсивних дощів) улітку. Спостерігаються вітрові нагони води з моря. Русло гирла обваловане, є декілька островів. Головні порти на Кілійському гирлі: Ізмаїл, Кілія, Вилкове.
Кілійським гирлом проходить кордон між Україною та Румунією. Через морський канал Прорва, гирло Прорва і Очаківське гирло, що протікають лише українською територією (18 км), Кілійське гирло протягом майже 40 років було доступним для заходу з моря суден осадкою до 5 м.
У морській частині дельти Кілійського гирла розташований рейдовий порт Усть-Дунайськ із глибинами на акваторії і підхідному каналі до 10 м. Через технологічний канал, що виходить в районі 3 км гирла Прорва, порт пов'язаний із Дунаєм. Після замулення гирла Прорва в 1997 в Україні відсутній власний глибоководний шлях, що з'єднує річку Дунай із Чорним морем. У зв'язку з цим Уряд України у 2003 ухвалив рішення щодо будівлі власного судноплавного каналу через гирло Бистре в українській дельті Дунаю.

## Цікаві факти
- Частина гирла входить у судноплавну систему — канал Дунай-Чорне море.
- Долішня частина гирла розташована в межах Дунайського біосферного заповідника.

## Зображення
|                                                   |  |                 |  |                                          |
| «Нульовий кілометр» (місце впадіння в Чорне море) |  | На березі гирла |  | Дельта Дунаю і Кілійське гирло з космосу |